# Cayos Zapatilla
Cayos Zapatilla ist eine Inselgruppe die aus zwei unbewohnten Inseln besteht und von Korallenriffen umgeben sind. Die Inseln befinden sich östlich der Insel Bastimentos in der Provinz Bocas del Toro, des mittelamerikanischen Staats Panama. Beide Inseln befinden sich in den Grenzen des Meeres-Nationalpark Insel Bastimentos. Zapatilla Norte (Cayo Zapatilla No. 2) umfasst 14 ha (Hektar) und lässt sich in ca. zehn Minuten erkunden. Zapatilla Sur (Cayo Zapatilla No. 1) ist mit 34 ha (Hektar) etwas größer und lässt sich in ca. 30 Minuten erkunden. Sowohl Zapatilla Norte, als auch Zapatilla Sur sind mit Waldland und Palmen bewachsen. Vier Schildkrötenarten kommen jedes Jahr während der Regenzeit zu den Stränden der beiden Inseln, um zu nisten. Aus diesem Grund wird Zapatilla Norte zeitweise als Basis für Wissenschaftler genutzt um das Nistverhalten der Schildkröten zu erforschen. Das kristallklare Wasser rund um die Inseln ist an der tiefsten Stelle sechs Meter tief und bietet sich dadurch perfekt zum Schnorcheln an. Unter den Fischen, die man beim Schnorcheln begutachten kann, befinden sich u. a. atlantischer Spatenfisch, Zackenbarsche, Schnapper und Papageifische. Auf Zapatilla Sur kann man darüber hinaus kostenlos campen.